# W pierścieniu ognia
W pierścieniu ognia (tyt. oryg. Catching Fire) – kontynuacja powieści Suzanne Collins Igrzyska śmierci, a zarazem drugi tom trylogii o tym samym tytule. Powieść została wydana 1 września 2009 roku w USA, a w Polsce ukazała się 12 listopada 2009 roku.
Książka, podobnie jak jej poprzednia część, została zekranizowana. Premiera filmu odbyła się 11 listopada 2013 roku. W role wcielili się: Jennifer Lawrence jako główna bohaterka Katniss Everdeen, Josh Hutcherson jako Peeta Mellark, Woody Harrelson jako Haymitch Abernathy, Liam Hemsworth jako Gale Hawthorne oraz Philip Seymour Hoffman jako Plutarch Heavensbee i Donald Sutherland jako prezydent Snow.

## Fabuła
Katniss i Peeta z racji wygrania ostatnich igrzysk są w trakcie obowiązkowego Tourneé Zwycięzców. Wkrótce okazuje się, że wiele dystryktów zaczyna się buntować przeciwko Kapitolowi. Prezydent Snow winą za wszystko obarcza Katniss, która wraz z Peetą złamała zasady obowiązujące na arenie podczas igrzysk. Dla ludności w dystryktach Katniss jest symbolem nadziei. Pragnąc ją zniszczyć, prezydent Snow przygotowuje dla niej coś specjalnego.

## Bohaterowie
- Katniss Everdeen
- Peeta Mellark
- Gale Hawthorne
- Haymitch Abernathy
- Effie Trinket
- Primrose ,,Prim" Everdeen
- Coriolanus Snow
- Plutarch Havensbee
- Finnick Odair
- Johanna Mason
- Beetee Latir
- Brutus
- Enobaria
- Cinna
- Venia
- Flavius
- Octavia
- Caesar Flickerman
- Mags
- Wiress